# Сан Квирико ин Колина (Фиренца)
Сан Квирико ин Колина је насеље у Италији у округу Фиренца, региону Тоскана.
Према процени из 2011. у насељу је живело 728 становника. Насеље се налази на надморској висини од 304 м.